# Thomas Hauser (scrittore)
Thomas Hauser (New York, 27 febbraio 1946) è uno scrittore statunitense.

## Biografia
Hauser è famoso per essere l'autore del libro The execution of Charles Horman: an American Sacrifice, da cui è stato tratto il film di Costa-Gavras Missing - Scomparso del 1982, che narra la vicenda del giornalista newyorkese Charles Horman, scomparso e ucciso in Cile nel settembre 1973, durante il golpe guidato dal generale Augusto Pinochet.
Successivamente ha ispirato un altro adattamento cinematografico col suo libro su Chernobyl ed ha scritto una biografia di Mohammed Alì